# Atletica leggera ai XVI Giochi paralimpici estivi
Le gare di atletica leggera paralimpica ai XVI Giochi paralimpici estivi di Tokyo si sono svolti dal 27 agosto al 5 settembre 2021 presso lo stadio nazionale del Giappone. Sono state disputate 93 gare maschili, 73 femminili e una mista, per un totale di 167 titoli paralimpici assegnati.

## Formato
Ogni gara è stata suddivisa e svolta in base al tipo e alla portata della disabilità degli atleti. Tale sistema ha consentito la competizione tra atleti con analogo livello di funzioni.
Le classi utilizzate saranno le seguenti:
- T/F11-13: atleti non vedenti (11), e ipovedenti con possibilità di guida (12) o senza possibilità di guida (13)
- T/F20: atleti con disabilità intellettiva relazionale
- T/F31-38: atleti con cerebrolesione in carrozzina (31-34) o deambulanti (35-38)
- T/F40-41: atleti di bassa statura (solitamente affetti da nanismo)
- T/F42-47: atleti con amputazioni agli arti inferiori (42-44) o superiori (45-47) senza protesi
- T/F51-58: atleti con tetraplegia o paraplegia o altre lesioni spinali
- T/F61-64: atleti con amputazioni agli arti inferiori con protesi

## Calendario
Nella tabella è riportato il calendario delle sole finali.
|        | Agosto                                                                               | Agosto                                                                                           | Agosto                                                                                                   | Agosto | Agosto | Settembre                                                                            | Settembre                                                                                                | Settembre                                                                                      | Settembre | Settembre                              |
| 27     | 28                                                                                   | 29                                                                                               | 30 | 31 | 1 | 2                                                                                    | 3 | 4                                                                                              | 5 |                                        |
| ------ | ------------------------------------------------------------------------------------ | ------------------------------------------------------------------------------------------------ | --- | --- | --- | ------------------------------------------------------------------------------------ | --- | ---------------------------------------------------------------------------------------------- | --- | -------------------------------------- |
| Uomini | 100 m T37 100 m T47 400 m T52 5000 m T11 Lungo T11 Peso T37 Peso F55 Giavellotto F38 | 100 m T38 1500 T46 5000 m T13 5000 m T54 Lungo T63 Peso F12 Giavelotto F57 Clava F32             | 100 m T12 100 m T13 400 m T11 400 m T53 400 m T54 1500 m T52 Alto T47 Peso F40 Peso F53 Disco F52        | 100 m T33 100 m T34 100 m T35 100 m T63 100 m T64 Lungo T12 Lungo T36 Peso F11 Peso F41 Disco F56 Giavellotto F46 Giavellotto F64 | 200 m T51 400 m T20 400 m T36 400 m T38 1500 m T11 1500 m T13 1500 m T54 Alto T63 Lungo T47 Peso F20 Peso F32 Peso F36       | 100 m T53 100 m T54 400 m T37 Lungo T38 Lungo T64 Peso F46 Giavellotto F34 Clava F51 | 100 m T11 400 m T12 400 m T13 800 m T53 800 m T54 Lungo T37 Peso T35 Disco F11 Disco F64 Giavellotto F13 | 100 m T51 100 m T52 200 m T61 400 m T62 1500 m T20 Alto T64 Peso F57 Disco F37 Giavellotto F54 | 100 m T36 200m T35 200 m T37 200 m T64 400 m T47 800 m T34 1500 m T38 Lungo T13 Lungo T20 Peso F33 Peso F34 Peso F63 Giavellotto F41 | Maratona T12 Maratona T46 Maratona T54 |
| Donne  | 100 m T35 200 m T37 Lungo T11 Peso F41 Disco F55 Clava F32                           | 100 m T38 400 m T11 400 m T47 1500 m T13 5000 m T54 Lungo T64 Peso F37 Disco F57 Giavellotto F13 | 100 m T34 200 m T35 200 m T36 800 m T54 800 m T53 Lungo T12 Lungo T37 Peso F20 Disco F64 Giavellotto F34 | 1500 m T11 Peso F54 Disco F53 | 100 m T11 100 m T13 100 m T47 200 m T64 400 m T12 400 m T20 400 m T37 1500 m T54 Lungo T38 Peso F34 Disco F11 Giavelotto F56 | 100 m T36 100 m T53 100 m T54 Peso F32 Peso F36 Disco F41                            | 100 m T12 100 m T37 400 m T53 400 m T54 Lungo T63 Peso F33 Peso F35 Peso F57                             | 100 m T64 1500 m T20 Lungo T20 Lungo T47 Peso F12 Giavellotto F46 Clava F51                    | 100 m T63 200 m T11 200 m T12 200 m T47 400 m T13 400 m T38 800 m T34 Peso F40 Disco F38 Giavellotto F54                             | Maratona T12 Maratona T54              |
| Misti  |                                                                                      |                                                                                                  | | | |                                                                                      | |                                                                                                | | 4×100 m universale                     |
|        | 27                                                                                   | 28                                                                                               | 29 | 30 | 31 | 1                                                                                    | 2 | 3                                                                                              | 4 | 5                                      |
| Agosto | Agosto                                                                               | Agosto                                                                                           | Agosto                                                                                                   | Agosto | Settembre | Settembre                                                                            | Settembre                                                                                                | Settembre                                                                                      | Settembre |                                        |

## Risultati delle gare

### Staffetta 4×100 metri universale
| Specialità | Oro                                                                                         | Risultato | Argento                                                                                                  | Risultato | Bronzo                                                                                                   | Risultato |
| --- | ------------------------------------------------------------------------------------------- | --------- | --- | --------- | --- | --------- |
| 4×100 m universale | Stati Uniti Noah Malone (T12) Brittni Mason (T46) Nick Mayhugh (T37) Tatyana McFadden (T54) | 45"52     | Gran Bretagna Libby Clegg (T11; guida: Chris Clarke) Jonnie Peacock (T64) Ali Smith (T38) Nathan Maguire | 47"50     | Giappone Uran Sawada (T12; guida: Ryuhei Shiokawa) Kengo Oshima (T64) Yuka Takamatsu (T38) Tomoki Suzuki | 47"98     |
| record mondiale; record paralimpico; record mondiale stagionale; record africano; record asiatico; record europeo; record nord-centroamericano e caraibico; record sudamericano; record oceaniano; record nazionale; record personale; record personale stagionale. |                                                                                             |           | |           | |           |